# Медаль Вооружённых сил «За международные операции» (Норвегия)
Медаль Вооружённых сил «За международные операции» – ведомственная награда вооружённых сил Королевства Норвегия.

## История
Ведомственная медаль Вооружённых сил «За международные операции» была учреждена 9 октября 2000 года для награждения гражданских и военных лиц, за участие в международных операциях, продолжительностью, как минимум, три месяца. Медаль вручается министром обороны Норвегии. Пятнадцать месяцев службы отмечаются серебряной пятиконечной звездой, прикрепляемой к ленте медали, последующие пятнадцать месяцев отмечаются очередной звездой но не более трёх. Шестьдесят месяцев отмечаются металлической планкой в виде серебряной лавровой ветви. В 2009 году была добавлена степень Медаль с золотой лавровой ветвью, за мужество и отвагу при выполнении международных операций, но она была отменена в 2011 году.
| Планки медали с накладками | Планки медали с накладками | Планки медали с накладками | Планки медали с накладками | Планки медали с накладками | Планки медали с накладками |
| за 3 месяца                | за 15 месяцев              | за 30 месяцев              | за 45 месяцев              | за 60 месяцев              | за мужество и отвагу       |
| -------------------------- | -------------------------- | -------------------------- | -------------------------- | -------------------------- | -------------------------- |
|                            |                            |                            |                            |                            |                            |

## Описание
Медаль круглой формы серебристого металла с бортиком.
Аверс несёт меч в столб остриём вверх в окружении лаврового венка.
На реверсе по окружности надпись: «FORSVARET – FOR INTERNASJONALE OPERASJONER» (Вооружённые силы • За службу в международных операциях).
Лента медали синего цвета с белой полоской 4 мм. шириной по центру.